# DV7
dV7 （韓語：대위세븐)；本名梁德立，曾任 K-POP 製作人，回流香港後創辦音樂廠牌ECHO娛樂 ，現為香港音樂監製及 MV 導演，2022年替藝人泰倫斯製作首張出道專輯《ACCRUE》而於香港出道。

## 簡歷
2011 因工作關係於韓國公幹。曾於韓國兩大電視台擔任 VJ、PA 等職位
2011 至 2015 年於港韓兩地遊走，分別以製作人及音樂創作人身份替數間韓國經紀公司服務。
合作的單位包括 FNC娛樂、CJ E&M、AI娛樂的企劃部、A&R Team 等。主要服務於 FNC 娛樂。服務公司藝人（如 Juniel）以及團體的音樂錄製、藝人策劃（如 CNBLUE、 P1Harmony 等）及音樂影片製作等等。
2014 年創辦 ECHO娛樂。
2015 至 2019 年除偶像企劃，也參與韓流演藝工作。 如電視劇原聲帶製作(STONE MUSIC （页面存档备份，存于）) 劇目( MNET-Wave CN  )等
2020 年回流香港，以製作人身份為本地團體企劃，成員合約到期，合格人數不足計劃告吹。
2022 年於舊公司重新購回音樂創作人身份以及相關作品版權後，以藝名 dV7 於韓流 K-POP 再次出道，亦於香港樂壇初出道。
2022 年擔任泰倫斯的總製作人，由音樂製作至 MV 製作皆親自製作。

## 作品

### 音樂/影像
- 2022年：泰倫斯 - 《ACCRUE》單曲專輯
- 2022年：泰倫斯 - "SHINE"
- 2022年：泰倫斯 - "Away(逃禁地)"
- 2020年：P1Harmony - 《DISHARMONY : STAND OUT》迷你專輯
- 2020年：P1Harmony - "SIREN" （页面存档备份，存于）
- 2018年：SF9 - "Now or Never" （页面存档备份，存于）
- 2012年：JUNIEL《1&1》迷你專輯
- 2011年：CNBLUE《FIRST STEP》正規專輯

## 演出

### 電視節目(ViuTV)
- 2022年：《CHILL CLUB》第592集嘉賓[2]

## 外部連結
- dV7的Instagram帳戶
- YouTube上的dV7頻道